# برایس لیندورس
برایس لیندورس (انگلیسی: Bryce Lindores؛ زادهٔ ۱۲ سپتامبر ۱۹۸۶) ورزشکار اهل استرالیا است.
وی در مسابقات کشوری و بین‌المللی در مجموع برندهٔ ۱ مدال نقره، ۳ مدال برنز شده‌است.